# Echinocereus bonkerae subsp. apachensis
Echinocereus bonkerae subsp. apachensis ist eine Unterart der Pflanzenart Echinocereus bonkerae in der Gattung Echinocereus aus der Familie der Kakteengewächse (Cactaceae). Das Epitheton apachensis  verweist auf das Vorkommen der Art in der Nähe des Apache Trails.

## Beschreibung
Echinocereus bonkerae subsp. apachensis wächst vieltriebig und bildet Gruppen mit bis zu 30 Trieben. Die grünen zylindrischen Triebe sind bis zu 50 Zentimeter lang und weisen Durchmesser von 4 bis 6 Zentimeter auf. Es sind zwölf bis 18 niedrige Rippen vorhanden, die kaum gehöckert sind. Die ein bis drei abwärts gerichteten, gebogenen oder verdrehten Mitteldornen sind weiß bis gelblich bis braun. Sie weisen eine Länge von 1,5 bis 10 Zentimeter auf. Die zwölf bis 16 weißlichen bis gelblichen Randdornen sind ausgebreitet oder liegen an den Trieben an. Sie sind 0,5 bis 1,5 Zentimeter lang.
Die trichterförmigen Blüten sind scharlachrot und besitzen einen dunkleren Schlund sowie einen dunkleren Mittelstreifen. Sie erscheinen unterhalb der Triebspitzen, sind bis zu 5 Zentimeter lang und erreichen einen Durchmesser von 4 bis 6 Zentimeter. Die kugelförmigen bis eiförmigen orangefarbenen Früchte erreichen eine Länge von 1 bis 2,5 Zentimeter und ebensolche Durchmesser. Bei der Reife reißen die Früchte häufig auf.

## Systematik und  Verbreitung
Echinocereus bonkerae subsp. apachensis ist in den Vereinigten Staaten im Bundesstaat Arizona verbreitet.
Die Erstbeschreibung als Echinocereus apachensis durch Wolfgang Blum und Jürgen Rutow wurde 1998 veröffentlicht. Allan D. Zimmerman stellte die Art 2009 als Unterart zur Art Echinocereus bonkerae.

## Nachweise